# Endovenöse Lasertherapie
Die endovenöse Lasertherapie (EVLT) oder endovenöse Laserablation (EVLA) ist eine minimal-invasive bzw. operationsersetzende Methode zur Behandlung von Krampfadern. Chirurgische Schnitte wie beim Venenstripping sind bei dieser Methode nicht erforderlich. Durch eine kleine Punktionsstelle wird unter Ultraschall-Kontrolle ein Katheter in die Vene bis zur zu behandelnden Stelle eingeführt. Durch diesen Venenkatheter wird anschließend der nur ca. 2–3 Millimeter starke Venenlaser in die Vene eingeführt. Durch die Laserbestrahlung wird die Veneninnenwand auf ca. 70 Grad Celsius erwärmt und somit gewollt geschädigt. Die behandelte Vene verklebt nach der Behandlung, wodurch sich die Vene verschließt und der krankhafte Rückfluss des venösen Blutes (Reflux) vermieden wird. Die verschlossene Vene verhärtet sich zunächst, bildet sich im Verlauf einiger Monate komplett zurück und wird vom Körper abgebaut bzw. in Bindegewebe umgebaut.
Die Endovenöse Lasertherapie wird ambulant unter lokaler Anästhesie durchgeführt. Normalerweise kann der Patient seine gewohnte Tätigkeit unmittelbar nach dem Eingriff wieder aufnehmen. Weitere Vorteile gegenüber dem invasiven Stripping-Verfahren bestehen in den guten kosmetischen Resultaten, da auf Skalpellschnitte verzichtet werden kann und so Narbenbildung vermieden wird. Das Tragen von Kompressionsstrümpfen für eine Woche verringert die Bildung von Blutergüssen und unterstützt die Abheilung der behandelten Venenabschnitte. Zusätzlich erfolgt ggf. eine Thromboseprophylaxe über einen Zeitraum von ca. acht Tagen.
Der IGeL-Monitor des Medizinischen Dienstes Bund bewertet die Lasertherapie im Vergleich zur Standard-Operation mit „unklar“. Das Prüfportal kommt nach systematischer Literaturrecherche zu dem Schluss, dass beide Verfahren gleich gut abschneiden und gleich viele Nebenwirkungen haben. Das gelte zum Beispiel für die Fragen, wie viele neue Krampfadern entstehen, wie schnell die Patientinnen und Patienten wieder fit für die Arbeit werden, und wie viele Schmerzen und Wundinfektionen entstehen können. Der IGeL-Monitor stützt sich auf eine systematische Analyse der wissenschaftlichen Literatur und wertete sieben Übersichtsarbeiten und vier neuere Einzelstudien aus, die beide Maßnahmen miteinander verglichen. Wichtigste Quelle ist eine britische Übersichtsarbeit (Cochrane Review) von 2016. In den Studien wurden jedoch ältere Laser-Geräte verwendet als zum Zeitpunkt der Bewertung üblich. 2012 hatte der IGeL-Monitor die Leistung noch als „tendenziell positiv“ eingestuft.